# 砷化硼
砷化硼是一个由砷和硼构成的化合物。砷化硼是一个立方硫化锌型半导体，晶格常数为0.4777纳米，间接能带隙为1.5eV。能与砷化镓形成合金。
砷化硼也能以二十面体存在，B12As2，一般生成于基底上，如碳化硅。

## 应用
砷化硼可以用来制作太阳能电池。